# Боб Сапп

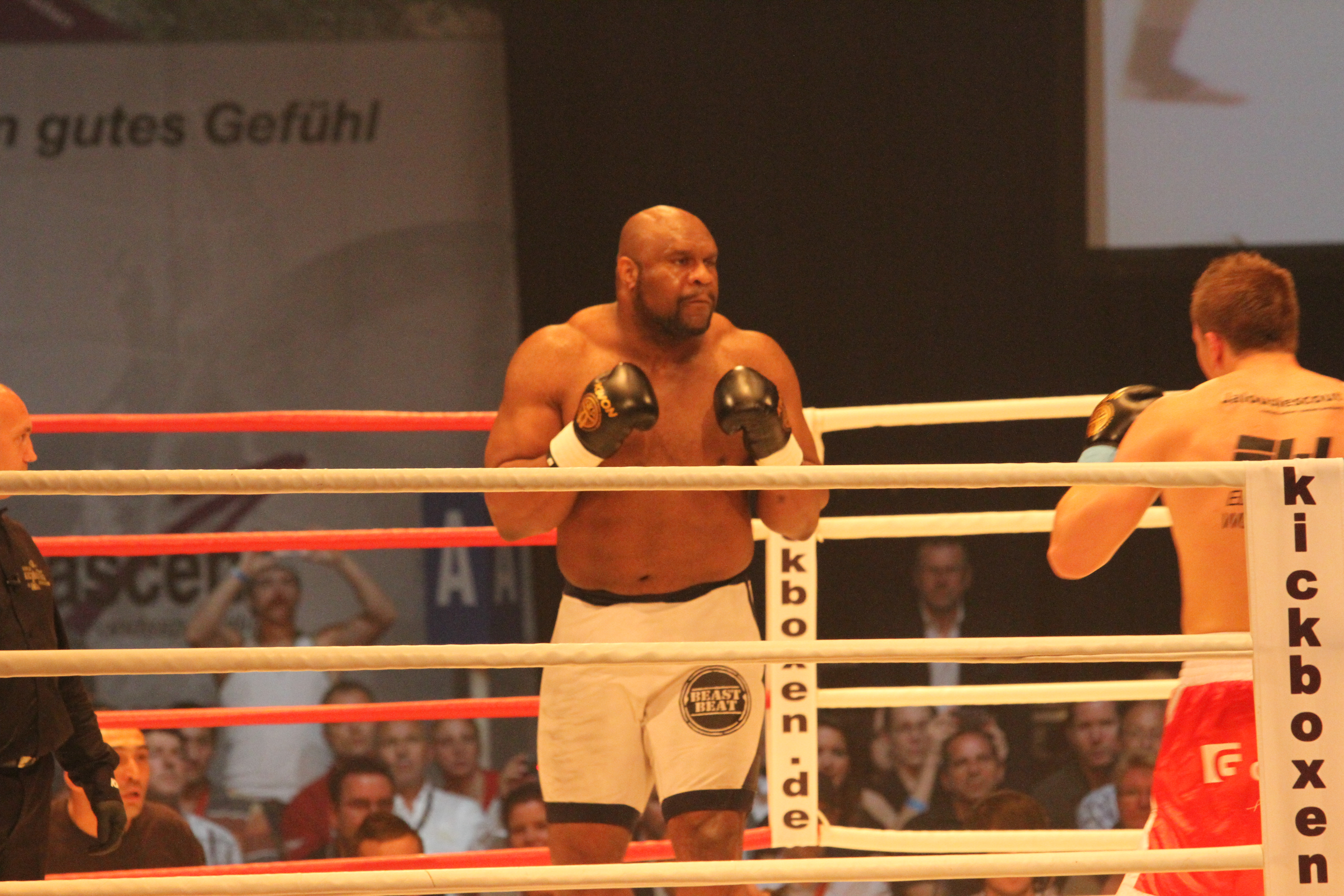

Роберт Малколм «Боб» Сапп (англ. Robert Malcolm "Bob" Sapp; нар. 22 вересня 1973) — американський спортсмен, який виступав в американському футболі, змішаних єдиноборствах, кікбоксингу.

## Кар'єра в єдиноборствах

### Початок
Перший бій у змішаних єдиноборствах провів у Йокогамі 28 квітня 2002, перемігши Йошіхіса Ямамото. Великогабаритний і атлетичний Сапп сподобався японської публіці, був запрошений виступати в найбільші організації К-1 і Pride FC. Дебют в кікбоксингу відбувся також у 2002 році. В обох випадках він виправдав очікування, пригнічуючи суперників і компенсуючи недоліки техніки великою фізичною силою. У кікбоксингу Боб зазнав поразки через дискваліфікацію за добивання впав противника, що лише виправдало його прізвисько «Звір».

### Тріумф
Маючи за плечима 4-місячний досвід у єдиноборствах в серпні 2002 року Сапп отримав бій проти чемпіона Pride FC Антоніу Родрігу Ногейри. Завдяки перевазі у фізичній силі, використовуючи вельми обмежений арсенал технічних дій, Боб зумів дати бразильцеві можливо найважчий бій на тому етапі його кар'єри і не раз ставив його в критичне становище. На початку п'ятої хвилини другого раунду Ногейра все ж зловив втомленого Саппа на больовий прийом (армбар), проте сам факт того, що новачок склав конкуренцію найкращому бійцеві, різко підвищив ціну акцій Боба.
Знявся у фільмі «Людина-диявол» (2004).